# أنيتا دورون
أنيتا دورون هي كاتبة سيناريو ومخرجة كندية، ولدت في 3 يونيو 1974 في بيريهوفي في أوكرانيا.

## وصلات خارجية
- أنيتا دورون على موقع IMDb (الإنجليزية)
- أنيتا دورون على موقع ألو سيني (الفرنسية)
- أنيتا دورون على موقع أول موفي (الإنجليزية)
- أنيتا دورون على موقع قاعدة بيانات الفيلم (الإنجليزية)
- أنيتا دورون على موقع كينوبويسك (الروسية)